# Trzęsienie ziemi w San Francisco (1906)

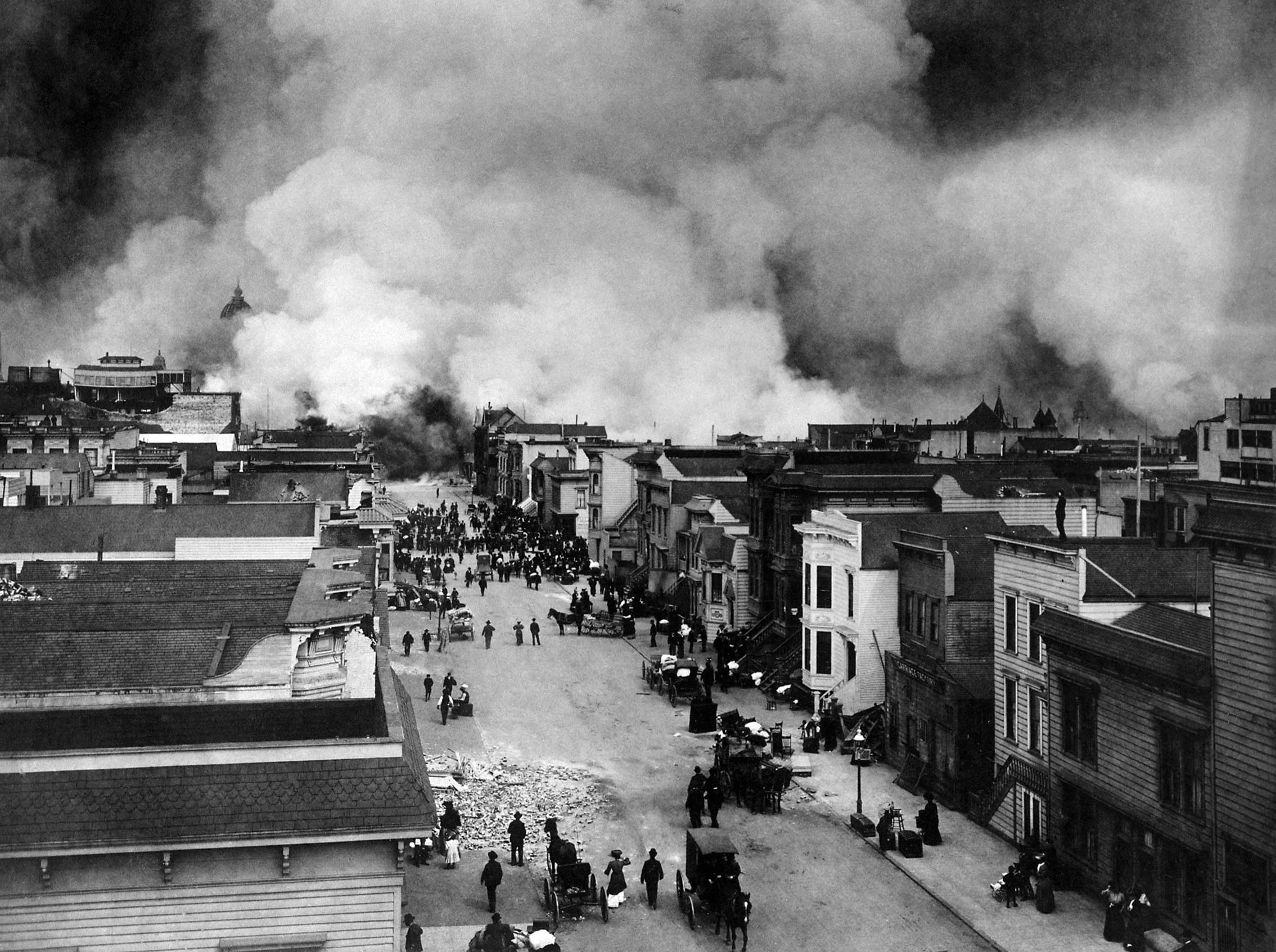
Chmury pyłów nad miastem po trzęsieniu ziemi

Trzęsienie ziemi w San Francisco w 1906 roku – główne trzęsienie ziemi, które uderzyło San Francisco i wybrzeże północnej Kalifornii o godzinie 5:12 nad ranem 18 kwietnia 1906 roku. Główny wstrząs epicentrum wystąpił niedaleko brzegu ok. 3 km od miasta. Obszar epicentralny miał kształt wąskiego pasa biegnącego wzdłuż uskoku San Andreas na północ, jak i na południe, o całkowitej długości 296 mil (477 km). Obszar, na którym wstrząsy były tak silne, że zawaleniu uległy wszystkie kominy, liczył 110 km szerokości. Trzęsienie trwało 65 sekund (według zapisów sejsmografów z Berkeley, niedaleko obszaru epicentralnego), zaś w samym San Francisco zniszczenia zostały dokonane w czasie 40 sekund.
Wstrząsy miały charakter pulsacyjny. Trzęsienie było odczuwalne od Oregonu do Los Angeles (a więc na długości 1170 km wzdłuż wybrzeży Pacyfiku), a także w głąb kraju do miejscowości Winnemucca w centralnej Nevadzie. Tak zwane wstrząsy wtórne występowały w tym rejonie jeszcze przez półtora roku. Klęska i spowodowane nią pożary zostały zapamiętane jako jedna z najgorszych naturalnych katastrof w historii Stanów Zjednoczonych.
W tym czasie odnotowano tylko 567 wypadków śmiertelnych; liczba została podana przez rząd w obawie o nagły wzrost cen usług budowlanych i związanym z tym kosztem odbudowy miasta. Także w Chinatown zignorowano setki ofiar przypisując to rasizmowi panującemu w tamtych czasach. Dziś ta liczba została skorygowana i oszacowana na przynajmniej 3 tys. Większość przypadków śmiertelnych występowało w San Francisco, ale 189 zostało zgłoszonych w okolicach zatoki. Pozostałe miejsca na terenie zatoki takich jak Santa Rosa, San Jose i Uniwersytet Stanford także ucierpiały w katastrofie.
Liczba osób, które pozostały bez dachu nad głową, figurowała w granicach od 225 tys. do 300 tys. z całkowitej liczby populacji, która wynosiła 410 tys.; połowa uchodźców uciekła przez zatokę do Oakland i Berkeley. Gazety w tamtym czasie określiły park Golden Gate, Presidio, Panhandle i plaże między Ingleside a North Beach jako miejsca zapełnione namiotami zastępującymi ludziom domy. Dwa lata później, w 1908 roku, wiele z nich było w dalszym ciągu jedynym miejscem zamieszkania dla uchodźców.
Trzęsienie ziemi i pożary mogłyby pozostawić długookresowy i znaczący odcisk na postępie w rozwoju Kalifornii. W czasie katastrofy San Francisco było dziewiątym co do wielkości miastem w Stanach Zjednoczonych i największym na zachodnim wybrzeżu z populacją sięgającą blisko 410 tys. Przez 60 lat miasto zdołało jednak zostać centrum finansowym, handlowym i kulturalnym zachodu: operowało najbardziej wpływowym portem na zachodnim wybrzeżu i było „bramą do Pacyfiku”.
29 lipca 2015 w wieku 113 lat i 309 dni zmarła Ruth Newman, uważana była za najstarszą ocalałą z katastrofalnego trzęsienia ziemi w San Francisco w 1906 roku natomiast 11 stycznia 2016 zmarł William A. Del Monte będący w momencie poprzedzającym śmierć ostatnim żyjącym ocalałym z trzęsienia.

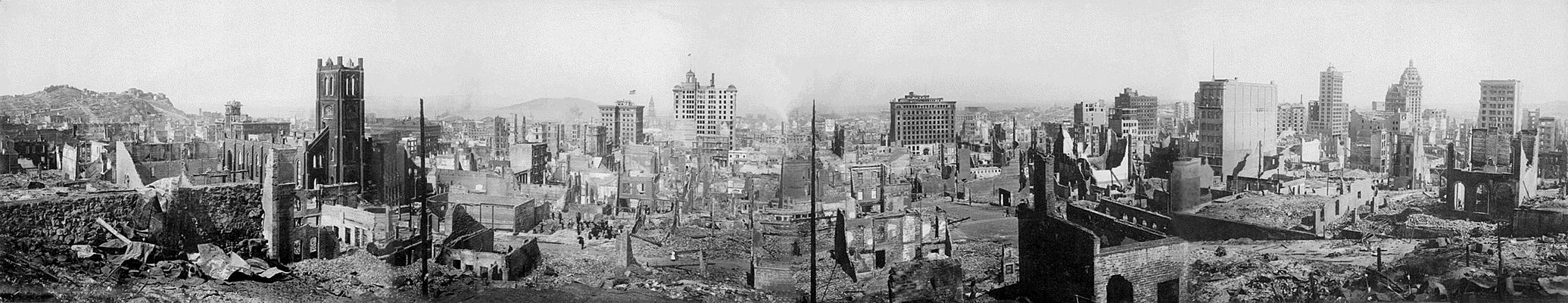
Panorama miasta po trzęsieniu ziemi

## W kulturze
- The Earthquake Blend